# Saint-Laurent-le-Minier
Pour les articles homonymes, voir Saint-Laurent.
Saint-Laurent-le-Minier est une commune française située dans le département du Gard, en région Occitanie.
Exposée à un climat méditerranéen, elle est drainée par la Vis, la Crenze et par divers autres petits cours d'eau. La commune possède un patrimoine naturel remarquable : deux sites Natura 2000 (les « gorges de la Vis et de la Virenque » et les « gorges de la Vis et cirque de Navacelles »), cinq zones naturelles d'intérêt écologique, faunistique et floristique et la zone " les Causses et les Cévennes " du patrimoine mondial de l'Unesco.
Saint-Laurent-le-Minier est une commune rurale qui compte 371 habitants en 2022, après avoir connu un pic de population de 1 266 habitants en 1846. Ses habitants sont appelés les Saint-Laurentais et Saint-Laurentaises.
Le patrimoine architectural de la commune comprend un immeuble protégé au titre des monuments historiques : le château, inscrit en 1988.

## Géographie
| Pommiers   | Saint-Bresson           | Saint-Julien-de-la-Nef |
| Montardier | Saint-Laurent-le-Minier | Cazilhac (Hérault)     |
|            | Gorniès (Hérault)       |                        |

St-Laurent-le-Minier présente la particularité d'être à la confluence de trois régions géologiques et géographiques, la commune étant située la plus au sud de toutes les Cévennes, avec au sud l'extrémité Est du causse de Blandas et à l'Est le début des Garrigues, (nommée aussi contrefort des Cévennes et des causses) sur le Montmal, nommé ainsi car très rocailleux et sec, et incultivable.

Un vieux dicton énonce : Dans les Cévennes on trouve du schiste, des châtaigniers et des protestants, et sur les Causses du calcaire, des chênes et des catholiques. Les sols, la végétation et les paysages y sont très différents.

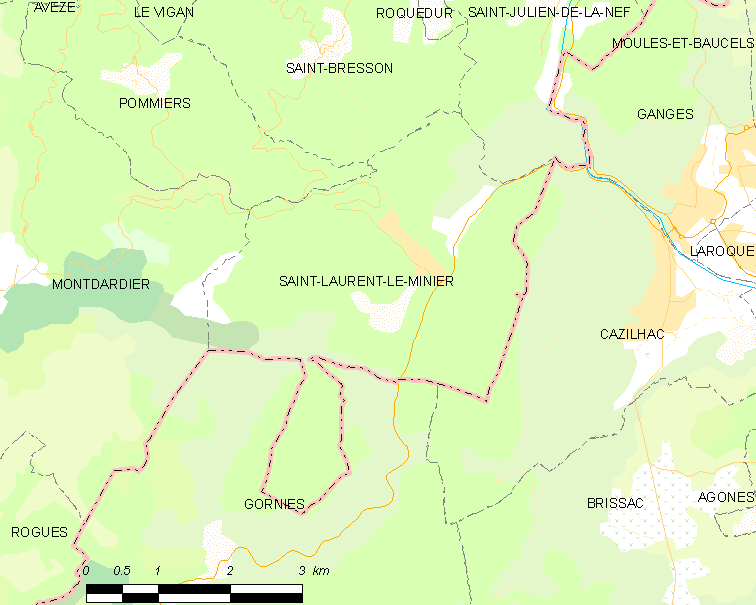
Carte.

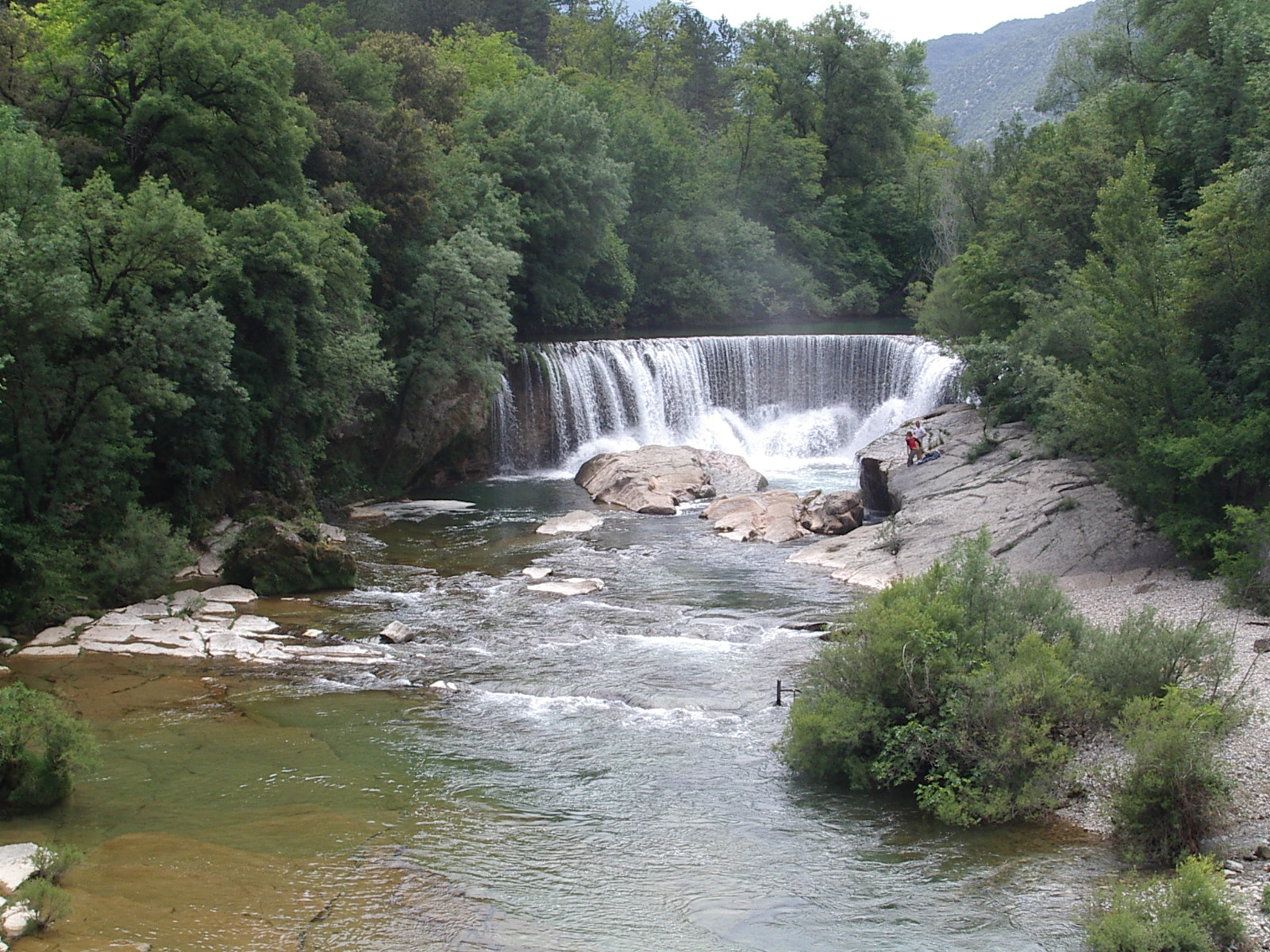
La cascade de la Vis.

La commune est située sur un territoire marqué par les gorges de la Vis et par ses affluents, le Braun, le ruisseau de Maudesse, la Crenze et le Naduel. Ces deux derniers traversent le village.
Son territoire est au contact du massif cévenol ancien, à la terre acide, sombre, où domine le schiste, et des formations calcaires. Sur le schiste, on trouve une châtaigneraie où domine le taillis. Le calcaire accueille chêne vert et chêne blanc. Ces deux types de sol permettent une lente colonisation par le cèdre de l'Atlas.
Le climat est à dominante méditerranéenne avec des influences montagnardes marquées.
La Vis forme une large cascade dont le site a été inscrit. Un pont de pierre des XVe et XVIe siècles enjambe la rivière immédiatement en aval de la cascade. Un pont canal, en rive gauche, alimente les jardins du château de Saint-Laurent-Le-Minier. Celui-ci, majoritairement du XVIIe siècle et partiellement inscrit, complète le site enchâssé au fond de la gorge.
Une palmeraie s'est développée sur la rive gauche de la Vis, au pied des jardins à la française du château.

### Climat
Pour des articles plus généraux, voir Climat de l'Occitanie et Climat du Gard.
En 2010, le climat de la commune est de type climat méditerranéen franc, selon une étude s'appuyant sur une série de données couvrant la période 1971-2000. En 2020, Météo-France publie une typologie des climats de la France métropolitaine dans laquelle la commune est exposée à un climat méditerranéen et est dans la région climatique Provence, Languedoc-Roussillon, caractérisée par une pluviométrie faible en été, un très bon ensoleillement (2 600 h/an), un été chaud (21,5 °C), un air très sec en été, sec en toutes saisons, des vents forts (fréquence de 40 à 50 % de vents > 5 m/s) et peu de brouillards.
Pour la période 1971-2000, la température annuelle moyenne est de 13,6 °C, avec une amplitude thermique annuelle de 16,5 °C. Le cumul annuel moyen de précipitations est de 1 299 mm, avec 8,1 jours de précipitations en janvier et 3,4 jours en juillet. Pour la période 1991-2020, la température moyenne annuelle observée sur la station météorologique la plus proche, située sur la commune de Montdardier à 5 km à vol d'oiseau, est de 12,9 °C et le cumul annuel moyen de précipitations est de 1 487,0 mm,. Pour l'avenir, les paramètres climatiques de la commune estimés pour 2050 selon différents scénarios d'émission de gaz à effet de serre sont consultables sur un site dédié publié par Météo-France en novembre 2022.

### Milieux naturels et biodiversité
Patrimoine mondial de l'UNESCO
Environ un tiers de la commune, comprenant la rive droite de la Crenze et la rive gauche de la Vis, soit la moitié sud du village, le massif d'Anjeau, les Falguières, Lacombe, Roquemaure, etc, fait partie du territoire de « Les Causses et les Cévennes, paysage culturel de l’agro-pastoralisme méditerranéen » classé "Patrimoine mondial " par l'UNESCO ( United Nations Educational, Scientific and Cultural Organization /  Organisation des Nations unies pour l'éducation, la science et la culture ) depuis 2011.
Par contre la commune ne se trouve ni dans les limites du Parc national des Cévennes, ni dans celle du Parc régional des grands Causses.

#### Réseau Natura 2000

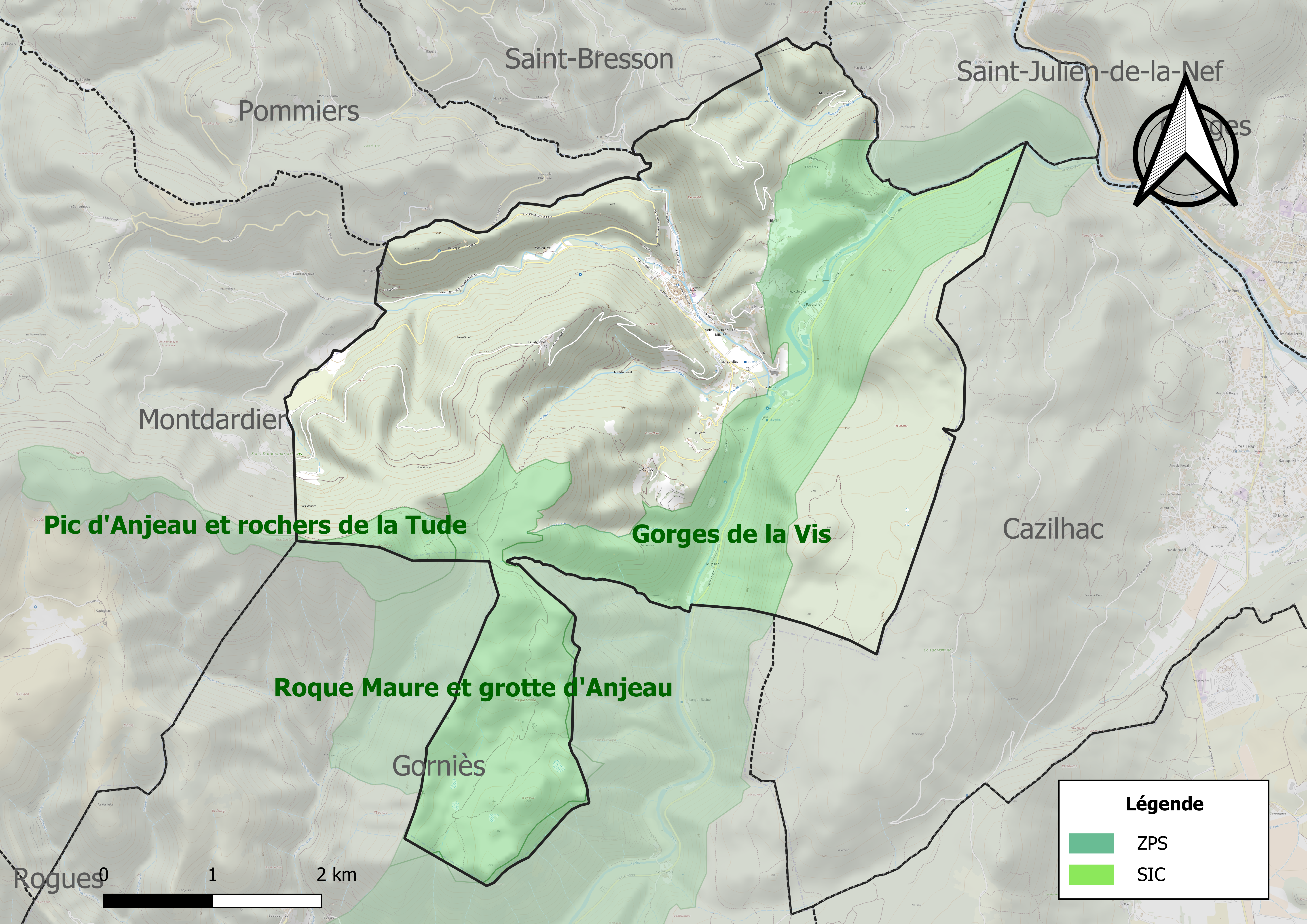
Site Natura 2000 sur le territoire communal.

Le réseau Natura 2000 est un réseau écologique européen de sites naturels d'intérêt écologique élaboré à partir des directives habitats et oiseaux, constitué de zones spéciales de conservation (ZSC) et de zones de protection spéciale (ZPS).
Un site Natura 2000 a été défini sur la commune au titre de la directive habitats :
- les « gorges de la Vis et de la Virenque », d'une superficie de 5 501 ha, un grand site régional qui entaille et sépare l'ensemble des grands causses méridionaux. Il présente deux intérêts majeurs : des habitats aquatiques et des ripisylves, avec six espèces de l'annexe II et des habitats de rochers avec des chauves-souris, les pentes avec de grands éboulis et des pentes boisées de hêtraie calcicole[9]

et un au titre de la directive oiseaux : 
- les « gorges de la Vis et cirque de Navacelles », d'une superficie de 20 277 ha, qui offrent aux oiseaux les milieux nécessaires à la reproduction, à l’hivernage ou au repos en phase migratoire. Il compte, à différentes périodes de l’année, un grand nombre d’espèces remarquables à l’échelle européenne[10].

#### Zones naturelles d'intérêt écologique, faunistique et floristique
L’inventaire des zones naturelles d'intérêt écologique, faunistique et floristique (ZNIEFF) a pour objectif de réaliser une couverture des zones les plus intéressantes sur le plan écologique, essentiellement dans la perspective d’améliorer la connaissance du patrimoine naturel national et de fournir aux différents décideurs un outil d’aide à la prise en compte de l’environnement dans l’aménagement du territoire.
Deux ZNIEFF de type 1 sont recensées sur la commune :
le « pic d'Anjeau et rochers de la Tude » (75 ha), couvrant 3 communes dont 2 dans le Gard et 1 dans l'Hérault, et 
le « Roque Maure et grotte d'Anjeau » (281 ha), couvrant 2 communes dont 1 dans le Gard et 1 dans l'Hérault
et trois ZNIEFF de type 2, : 
- le « causse et contreforts du Larzac et Montagne de la Séranne » (44 035 ha), couvrant 33 communes dont 1 dans l'Aveyron, 2 dans le Gard et 30 dans l'Hérault[14] ;
- les « gorges de la Vis » (3 661 ha), couvrant 8 communes dont 5 dans le Gard et 3 dans l'Hérault[15] ;
- les « gorges de la Vis et de la Virenque » (9 620 ha), couvrant 16 communes dont 10 dans le Gard et 6 dans l'Hérault[16].

Carte des ZNIEFF de type 1 et 2 à Saint-Laurent-le-Minier.
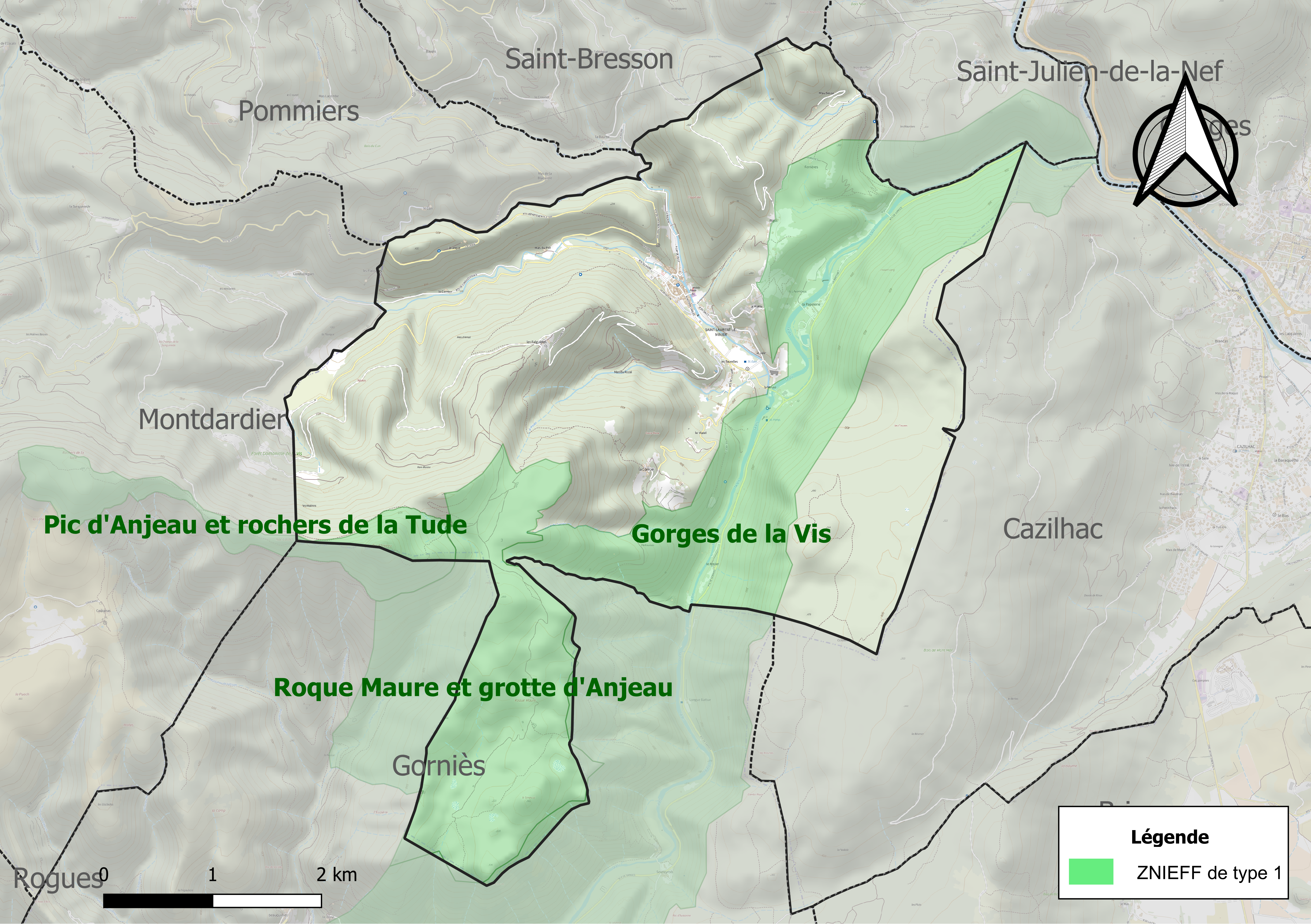
Carte des ZNIEFF de type 1 sur la commune.
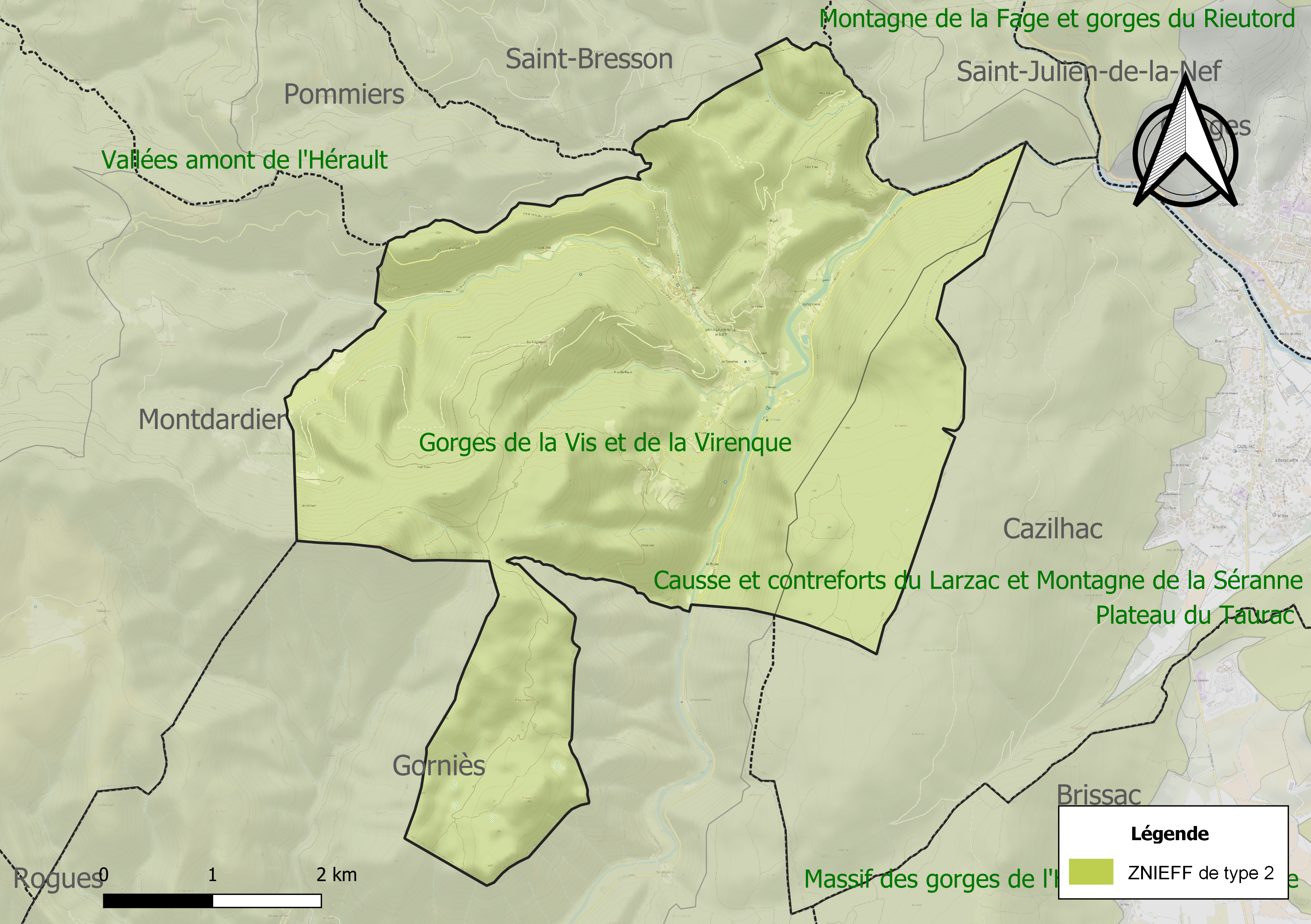
Carte des ZNIEFF de type 2 sur la commune.

Réserve internationale de ciel étoilé
Toute la commune est intégrée à la plus grande Réserve Internationale de Ciel Etoilé d'Europe  ( R.I.C.E) du parc national des Cévennes, où la pollution lumineuse causée par les activités humaines est très faible, et la vision nocturne des astres remarquable.

## Urbanisme

### Typologie
Au 1er janvier 2024, Saint-Laurent-le-Minier est catégorisée commune rurale à habitat dispersé, selon la nouvelle grille communale de densité à sept niveaux définie par l'Insee en 2022.
Elle est située hors unité urbaine et hors attraction des villes,.

### Occupation des sols
L'occupation des sols de la commune, telle qu'elle ressort de la base de données européenne d’occupation biophysique des sols Corine Land Cover (CLC), est marquée par l'importance des forêts et milieux semi-naturels (93,6 % en 2018), en diminution par rapport à 1990 (94,7 %). La répartition détaillée en 2018 est la suivante : 
forêts (83,3 %), milieux à végétation arbustive et/ou herbacée (10,3 %), zones agricoles hétérogènes (4,3 %), zones urbanisées (2,1 %). L'évolution de l’occupation des sols de la commune et de ses infrastructures peut être observée sur les différentes représentations cartographiques du territoire : la carte de Cassini (XVIIIe siècle), la carte d'état-major (1820-1866) et les cartes ou photos aériennes de l'IGN pour la période actuelle (1950 à aujourd'hui).

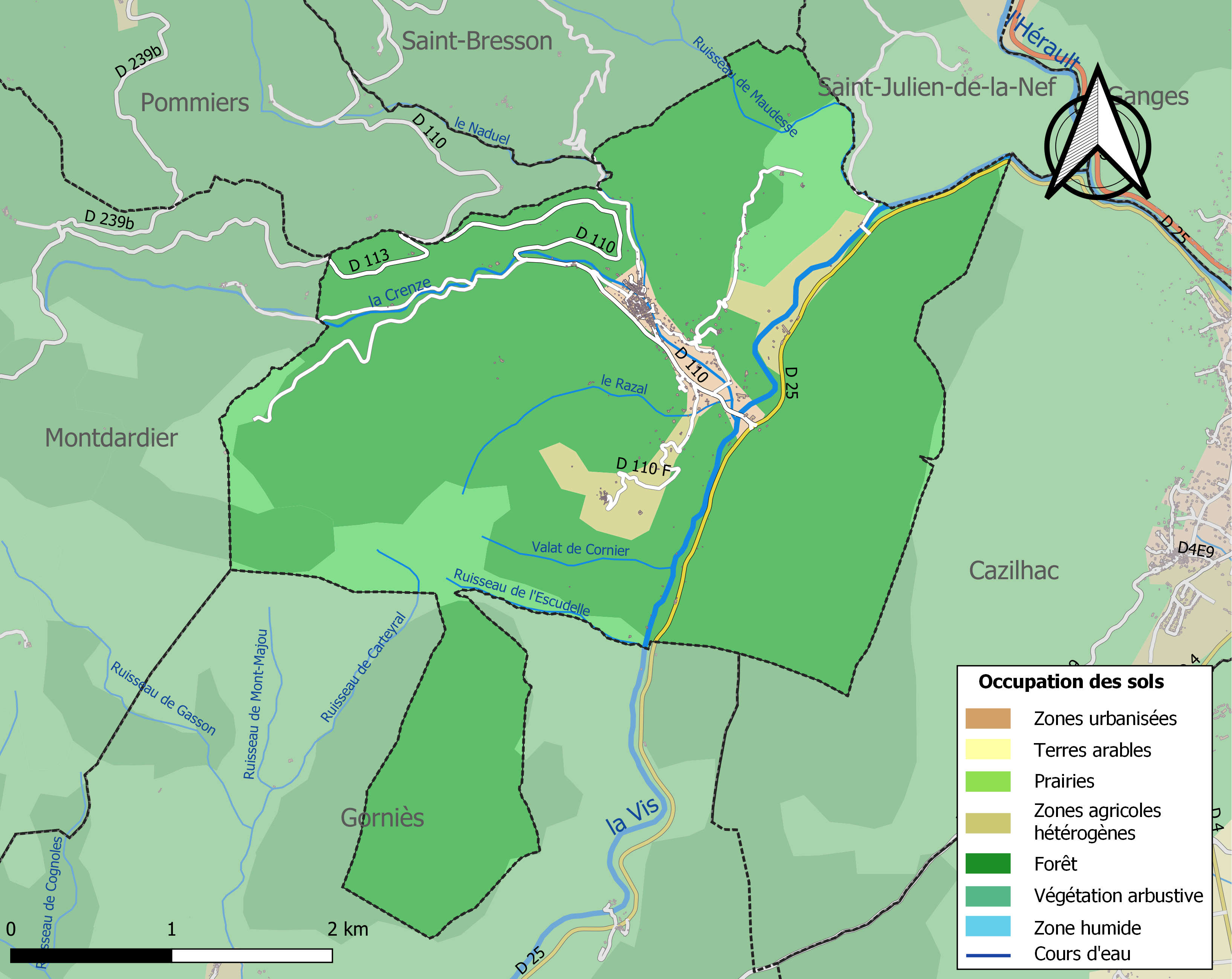
Carte des infrastructures et de l'occupation des sols de la commune en 2018 (CLC).

### Risques majeurs
Le territoire de la commune de Saint-Laurent-le-Minier est vulnérable à différents aléas naturels : météorologiques (tempête, orage, neige, grand froid, canicule ou sécheresse), inondations, feux de forêts, mouvements de terrains et séisme (sismicité faible). Il est également exposé à un risque particulier : le risque de radon. Un site publié par le BRGM permet d'évaluer simplement et rapidement les risques d'un bien localisé soit par son adresse soit par le numéro de sa parcelle.

#### Risques naturels
Certaines parties du territoire communal sont susceptibles d’être affectées par le risque d’inondation par débordement de cours d'eau, notamment la Vis. La commune a été reconnue en état de catastrophe naturelle au titre des dommages causés par les inondations et coulées de boue survenues en 1982, 1994, 1995, 1997, 2014 et 2020,.

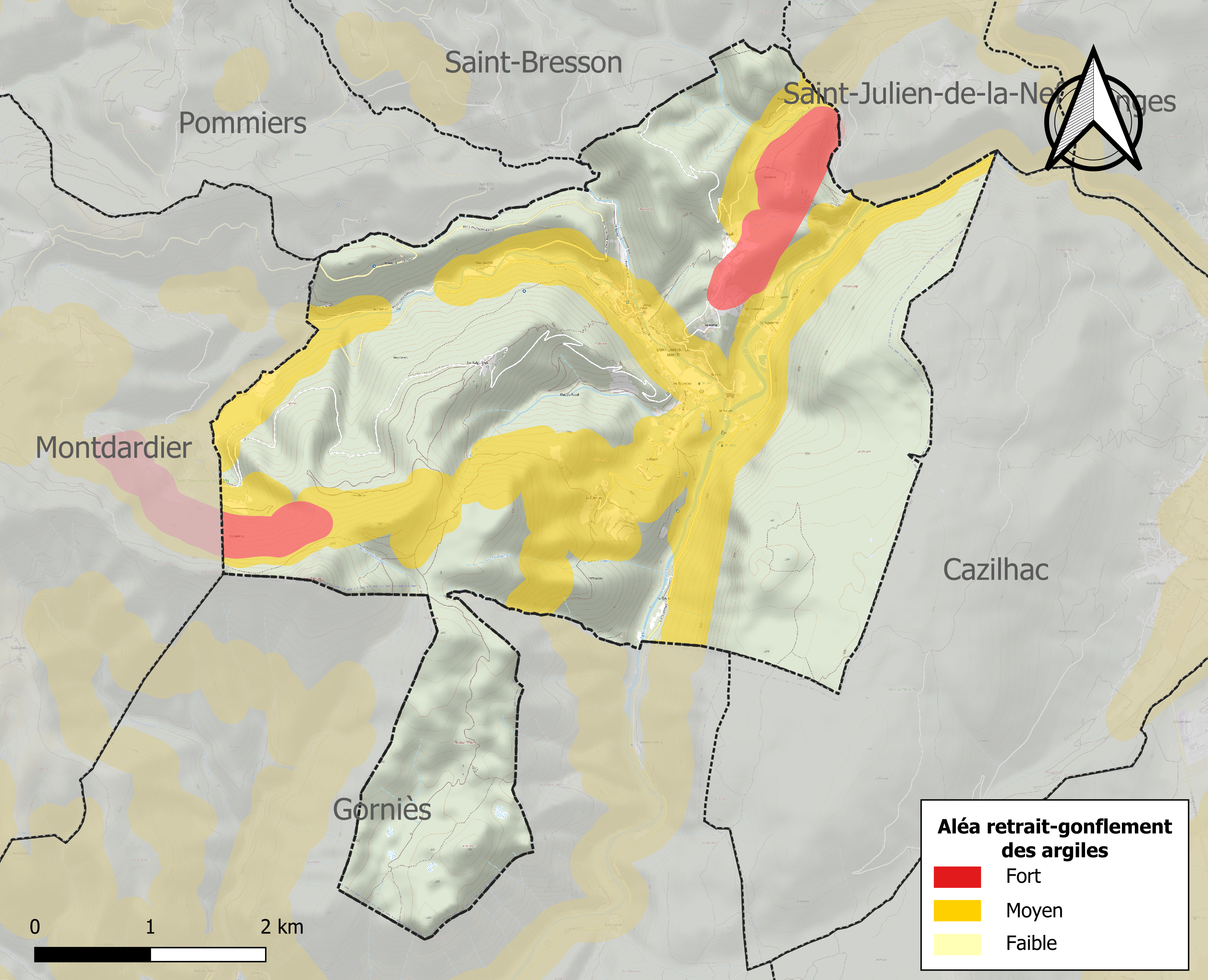
Carte des zones d'aléa retrait-gonflement des sols argileux de Saint-Laurent-le-Minier.

La commune est vulnérable au risque de mouvements de terrains constitué principalement du retrait-gonflement des sols argileux. Cet aléa est susceptible d'engendrer des dommages importants aux bâtiments en cas d’alternance de périodes de sécheresse et de pluie. 34,2 % de la superficie communale est en aléa moyen ou fort (67,5 % au niveau départemental et 48,5 % au niveau national). Sur les 257 bâtiments dénombrés sur la commune en 2019, 233 sont en aléa moyen ou fort, soit 91 %, à comparer aux 90 % au niveau départemental et 54 % au niveau national. Une cartographie de l'exposition du territoire national au retrait gonflement des sols argileux est disponible sur le site du BRGM,.
Par ailleurs, afin de mieux appréhender le risque d’affaissement de terrain, l'inventaire national des cavités souterraines permet de localiser celles situées sur la commune.

#### Risque particulier
Dans plusieurs parties du territoire national, le radon, accumulé dans certains logements ou autres locaux, peut constituer une source significative d’exposition de la population aux rayonnements ionisants. Certaines communes du département sont concernées par le risque radon à un niveau plus ou moins élevé. Selon la classification de 2018, la commune de Saint-Laurent-le-Minier est classée en zone 2, à savoir zone à potentiel radon faible mais sur lesquelles des facteurs géologiques particuliers peuvent faciliter le transfert du radon vers les bâtiments.

## Histoire
Au cours de la Révolution française, la commune porte provisoirement le nom de Preslemont.

### Les mines, et leurs séquelles de pollution
Le secteur de Saint-Laurent-le-Minier a fait l'objet d'une exploitation des métaux dès l'âge du bronze.
Sous l'Ancien Régime, la paroisse s'appelait Saint Laurent d'Hierle.[réf. nécessaire]
La commune présente de nombreux sites d'anciennes exploitations datant pour la plupart d'avant l'invention de la poudre, sur la mine de plomb de La Maline en Gard. Plusieurs de ces sites ont été fouillés et ont donné lieu à des publications scientifiques. Plus près de nous, deux exploitations modernes ont été poursuivies à la fin du XIXe siècle et dans le courant du XXe siècle par des compagnies renommées, Vieille Montagne et Pennaroya. On y a exploité la sphalérite (blende) et la galène, pour en tirer le zinc et le plomb. Le gisement des Malines a été le plus tardivement exploité. La mine couvre une surface de 3 km par 2,5 km et les travaux représentent environ 300 km de galerie. L'exploitation y a cessé en 1991. Le ralentissement de l'exploitation minière, puis la fermeture du site ont induit une forte baisse démographique et la fermeture de presque tous les commerces.
La pollution par le plomb et le zinc, séquelle de l'exploitation minière affecte très inégalement les divers lieux que la compagnie minière a occupés. Des études mettent en évidence la contamination, principalement de la vallée de la Vis, sur quelques mètres le long des rives, entre la cascade et le pont de Mange Châtaigne, ainsi que certains lieux habités, en particulier dans les hameaux de La Meuse et de La Papeterie. Le centre bourg et les lieux environnants n'apparaissent pas réellement affectés. Le reste du territoire n'est pas affecté. Le fond géochimique naturel local est, partout, assez fortement marqué par divers métaux lourds et métalloïdes ; notamment en surface, sans toutefois dépasser les taux considérés comme dangereux pour les populations humaines.
Des cas de plombémie très élevée sans toutefois présenter les symptômes du saturnisme[réf. nécessaire], chez des enfants, ont néanmoins été dépistés (4 % de la population dépistée) lors d'une évaluation indépendante. Ceci a « conduit à une première série de mesures de gestion environnementale et sanitaire mises en œuvre également de manière indépendante. Il s'agissait d'interdictions lourdes, tant pour l'intérêt communal que particulier, demandant une analyse de la pertinence du maintien de ces mesures et une réflexion sur le suivi sanitaire des populations ». Il s'est ensuivi un appel à des expertises environnementale et sanitaire pour affiner l'évaluation et la gestion du risque sanitaire, insistant sur la compréhension des expositions et l'adaptation des mesures visant à les réduire.
Un site pilote a été mis en œuvre sur la commune pour intégrer les mesures de gestion environnementale et d'accompagnement sanitaire des populations dans le processus de gestion locale des sites et sols pollués.

### La Papeterie
Sous l'Ancien Régime, la célébrité du village tient à la présence d'une importante papeterie créée par monsieur de Bonnail, qui vendait sa production dans tout le Languedoc et même au-delà du Rhône en Provence (notamment lors de la foire de Beaucaire). Cette papeterie était implantée en rive droite de la Vis, dont elle utilisait l'eau et la force motrice. La Papeterie a, ensuite, été investie par l'activité minière. Une unité de flottation y a été exploitée pendant plusieurs décennies. Elle a, enfin, été affectée à l'habitation à partir des années 1980. C'est, aujourd'hui, le hameau le plus important sur la commune.

### Crue du Naduel de 2014
Le 17 septembre 2014, lors de fortes pluies d'un épisode cévenol, le bas de la commune et le centre du village connurent une forte crue soudaine et temporaire due à la rupture d'un embâcle naturel, causée par un éboulement, sur le ruisseau du Naduel, causant un mort et d'importants dégâts mobiliers et immobiliers, dont l'écroulement de plusieurs ponts en pierre anciens.
Deux récits sur cette crue, très exceptionnelle et ne s'étant jamais produite auparavant au cours des siècles, ont été publiés :
- Jean-Pierre Poinas, L'épisode, 2014, Saint-Laurent-du-minier, Editions du Naduel, 62 pages.
- Françoise Renaud, Inondation, 2014, Ed. Petites proses, 121 pages.

## Héraldique
| Blason de Saint-Laurent-le-Minier | Les armes de Saint-Laurent-le-Minier se blasonnent ainsi : De gueules à Saint Laurent d'argent auréolé d'or, tenant de sa main dextre une palme du même et de sa senestre un gril de sable levé. |

## Politique et administration
| Période                                  | Période   | Identité         | Étiquette | Qualité |
| ---------------------------------------- | --------- | ---------------- | --------- | ------- |
| juin 2020                                | en cours  | Bruno Beltoise   | SE        |         |
| mars 2008                                | juin 2020 | André Rouanet    | SE        |         |
| 1993                                     | mars 2008 | Jean-Paul Durand | UMP       |         |
| Les données manquantes sont à compléter. |           |                  |           |         |

## Démographie
L'évolution du nombre d'habitants est connue à travers les recensements de la population effectués dans la commune depuis 1793. Pour les communes de moins de 10 000 habitants, une enquête de recensement portant sur toute la population est réalisée tous les cinq ans, les populations de référence des années intermédiaires étant quant à elles estimées par interpolation ou extrapolation. Pour la commune, le premier recensement exhaustif entrant dans le cadre du nouveau dispositif a été réalisé en 2005.

En 2022, la commune comptait 371 habitants, en évolution de +8,48 % par rapport à 2016 (Gard : +2,97 %, France hors Mayotte : +2,11 %).
| 1793  | 1800  | 1806  | 1821  | 1831  | 1836  | 1841  | 1846  | 1851  |
| ----- | ----- | ----- | ----- | ----- | ----- | ----- | ----- | ----- |
| 1 080 | 1 051 | 1 035 | 1 036 | 1 160 | 1 212 | 1 170 | 1 266 | 1 218 |

| 1856  | 1861  | 1866  | 1872 | 1876  | 1881 | 1886 | 1891  | 1896  |
| ----- | ----- | ----- | ---- | ----- | ---- | ---- | ----- | ----- |
| 1 219 | 1 078 | 1 014 | 960  | 1 115 | 997  | 942  | 1 083 | 1 228 |

| 1901  | 1906  | 1911  | 1921 | 1926 | 1931 | 1936 | 1946 | 1954 |
| ----- | ----- | ----- | ---- | ---- | ---- | ---- | ---- | ---- |
| 1 176 | 1 242 | 1 172 | 870  | 804  | 624  | 406  | 338  | 638  |

| 1962 | 1968 | 1975 | 1982 | 1990 | 1999 | 2005 | 2006 | 2010 |
| ---- | ---- | ---- | ---- | ---- | ---- | ---- | ---- | ---- |
| 603  | 610  | 448  | 384  | 340  | 362  | 362  | 363  | 365  |

| 2015 | 2020 | 2022 | - | - | - | - | - | - |
| ---- | ---- | ---- | - | - | - | - | - | - |
| 345  | 369  | 371  | - | - | - | - | - | - |

## Économie

### Revenus
En 2018  (données Insee publiées en septembre 2021), la commune compte 160 ménages fiscaux, regroupant 334 personnes. La médiane du revenu disponible par unité de consommation est de 16 140 € (20 020 € dans le département).

### Emploi
|                | 2008   | 2013   | 2018   |
| -------------- | ------ | ------ | ------ |
| Commune        | 16,5 % | 16,6 % | 10,5 % |
| Département    | 10,6 % | 12 %   | 12 %   |
| France entière | 8,3 %  | 10 %   | 10 %   |

En 2018, la population âgée de 15 à 64 ans s'élève à 216 personnes, parmi lesquelles on compte 65,8 % d'actifs (55,3 % ayant un emploi et 10,5 % de chômeurs) et 34,2 % d'inactifs,. En  2018, le taux de chômage communal (au sens du recensement) des 15-64 ans est inférieur à celui du département, mais supérieur à celui de la France, alors qu'en 2008 il était supérieur à celui du département.
La commune est hors attraction des villes,. Elle compte 39 emplois en 2018, contre 42 en 2013 et 59 en 2008. Le nombre d'actifs ayant un emploi résidant dans la commune est de 123, soit un indicateur de concentration d'emploi de 31,9 % et un taux d'activité parmi les 15 ans ou plus de 49,5 %.
Sur ces 123 actifs de 15 ans ou plus ayant un emploi, 28 travaillent dans la commune, soit 23 % des habitants. Pour se rendre au travail, 78,5 % des habitants utilisent un véhicule personnel ou de fonction à quatre roues, 3,1 % les transports en commun, 3,9 % s'y rendent en deux-roues, à vélo ou à pied et 14,6 % n'ont pas besoin de transport (travail au domicile).

### Activités hors agriculture
52 établissements sont implantés  à Saint-Laurent-le-Minier au 31 décembre 2019. Le tableau ci-dessous en détaille le nombre par secteur d'activité et compare les ratios avec ceux du département,.
| Secteur d'activité                                                                                        | Commune | Commune | Département |
| Secteur d'activité                                                                                        | Nombre  | %       | %           |
| --- | ------- | ------- | ----------- |
| Ensemble                                                                                                  | 52      |         |             |
| Industrie manufacturière, industries extractives et autres                                                | 5       | 9,6 %   | (7,9 %)     |
| Construction                                                                                              | 15      | 28,8 %  | (15,5 %)    |
| Commerce de gros et de détail, transports, hébergement et restauration                                    | 11      | 21,2 %  | (30 %)      |
| Information et communication                                                                              | 2       | 3,8 %   | (2,2 %)     |
| Activités immobilières                                                                                    | 1       | 1,9 %   | (4,1 %)     |
| Activités spécialisées, scientifiques et techniques et activités de services administratifs et de soutien | 11      | 21,2 %  | (14,9 %)    |
| Administration publique, enseignement, santé humaine et action sociale                                    | 3       | 5,8 %   | (13,5 %)    |
| Autres activités de services                                                                              | 4       | 7,7 %   | (8,8 %)     |

Le secteur de la construction est prépondérant sur la commune puisqu'il représente 28,8 % du nombre total d'établissements de la commune (15 sur les 52 entreprises implantées  à Saint-Laurent-le-Minier), contre 15,5 % au niveau départemental.

### Agriculture
Le nombre d'exploitations agricoles en activité et ayant leur siège dans la commune est de 1 lors du recensement agricole de 2020 et la surface agricole utilisée de 0 ha,.
Commerces, artisanat et hébergement
En 2023, la commune dispose d'un restaurant, d'une guinguette, d'une petite épicerie et d'une boutique d'art et artisanat.
Plusieurs artisans et travailleurs indépendants sont installés sur la commune : métiers du bâtiment, ferronnier, informatique, éditeur, soins à la personne, etc.
Plusieurs maisons de vacances et chambres d'hôte sont proposées à la location.

## Culture locale et patrimoine

### Lieux et monuments
- Le château de Saint-Laurent-Le-Minier du XVIIe siècle, inscrit à l'inventaire supplémentaire des monuments historiques depuis 1988[35], l'église du XVIIe siècle restaurée, le temple et la grotte fortifiée des Camisards avec mobilier du paléolithique supérieur. Site inscrit de la vallée de la Vis et du pic d'Anjeau.
- Église Saint-Laurent de Saint-Laurent-le-Minier.
- Temple protestant de Saint-Laurent-le-Minier.

Sites naturels et randonnées
Outre les gorges et la cascade de la Vis ( lieu de baignade très fréquenté l'été), la commune dispose d'un réseau de sentiers de petites randonnées ( Chemins P.R ) permettant d'accéder, entre autres, au Pic d'Anjeau (864 m) et à la grotte d'Anjeau, non aménagée et accessible sans équipement spécifique si ce n'est de bonnes lampes et chaussures.
Un bureau des guides situé à Ganges à 5 km propose diverses activités sportives de pleine nature dans les environs: randonnée, spéléologie, canyonning, escalade, canoé-kayack, etc. https://www.moniteurs-herault.fr/
Festival international de films d'animation: "Cinéma sous les étoiles "
Chaque été, à la fin du mois de juillet se déroule sur une journée et soirée, ce festival, présentant des courts, moyens et longs métrages, créés par des réalisateurs de divers pays, souvent en avant-première.
Animation et associations
Outre la bibliothèque et la salle polyvalente , plusieurs associations proposent régulièrement des animations diverses, dont l'une édite " Le petit journal de Saint-Laurent " bimestriel, et une autre gère un café " oh mazette " ouvert de mai à septembre chaque vendredi à partir de 18 h.